# Édouard Peltzer de Clermont
Pour les articles homonymes, voir Peltzer.
Édouard Henri Alexandre Peltzer de Clermont, né le 17 mars 1859 à Verviers et y décédé le 8 avril 1934 fut un homme politique belge libéral wallon. Il fut ingénieur et industriel. Il fut élu conseiller provincial de la province de Liège et sénateur de l'arrondissement de Verviers.
Il est inhumé au cimetière de Verviers.

## Sources
- Liberaal Archief